# Fałszerstwo (film)
Fałszerstwo (niem. Die Fälschung) – niemiecko-francuski dramat wojenny z 1981 roku w reżyserii Volkera Schlöndorffa. Ekranizacja powieści Nicolasa Borna o tym samym tytule. Zdjęcia kręcono w Hamburgu i Bejrucie.

## Obsada
- Bruno Ganz – Georg Laschen
- Hanna Schygulla – Arianna Nassar
- Jean Carmet – Rudnik
- Jerzy Skolimowski – Hoffmann
- Gila von Weitershausen – Greta Laschen
- Hans-Peter Korff – redaktor

## Opis fabuły
Dziennikarz Georg Laschen, współpracownik hamburskiego magazynu ilustrowanego, przybywa do Bejrutu, stolicy Libanu wraz z towarzyszącą mu osobą, fotoreporterem Hoffmanem w celu relacjonowania wojny domowej, która od lat pustoszy kraj i od jakiegoś czasu stanowi nieodzowną część jego historii.
Zarówno Georg Laschen, jak i jego towarzysz zatrzymują się w ekskluzywnym hotelu Commodore, który znajduje się w bezpiecznej części Libanu. Natomiast w okolicy trwa wojna. Ludzie walczą ze sobą, między innymi Arabowie z Żydami, muzułmanie z chrześcijanami i Palestyńczycy wraz z falangistami.
Dziennikarz oraz fotoreporter przyglądają się wojnie, są świadkami różnych zdarzeń, prowadzą konwersację z uczestnikami i nie są w stanie tak naprawdę zrozumieć, jakie są przyczyny zaistniałego konfliktu oraz przerażającej taktyki uczestników wojny i brutalności, zarówno wobec siebie samych, ale również niewinnych osób, takich jak kobiety, czy też dzieci.
Mężczyźni nawiązują kontakt z osobą pochodzącą z Francji – Rudnikiem. Próbuje on wtopić się w otaczający go klimat wojny, zaaklimatyzować się w danej sytuacji – sprzedaje przeróżne rzeczy ludziom walczącym, a obserwatorom całej sytuacji sprzedaje zdjęcia, które ukazują klęskę, pogrom, rzeź w Libanie.  
Dziennikarz bardzo dobrze zdaje sobie sprawę z faktu, jak dobrze sprzedaje się okrutność wojny, ponieważ jest ona ilustrowana odpowiednimi obrazami, jak również wie, jak ciężko jest wyciągnąć odpowiednie wnioski i przekazać informacje zgodne z prawdą, nie koloryzując oraz przerysowując ich. Nigdy nie jest jasne, kto tak naprawdę walczy przeciwko komu. Główny bohater ma również problemy osobiste, nie potrafi dogadać się ze swoją żoną Gretą Laschen, którą zostawił wraz z dziećmi w Hamburgu. Swoje życie prywatne Laschen uważa za równie problematyczne, jak wojnę w Libanie. 
Georg spotyka w Bejrucie kobietę, Niemkę Ariane Nassar, która żyje w Libanie od roku. Mężczyzna zakochuje się w kobiecie i wdaje się z nią w romans, ale ich związek nie jest długotrwały. Ariane jest wdową po Libańczyku, która pracuje w Bejrucie, gdzie jak sama stwierdza, uległa kulturze arabskiej na tyle, że zaczyna rozumieć postępowanie Libańczyków, już wie jakie motywy kierują mieszkańcami tego kraju i się nie boi. Kobieta ma jednak jedno wielkie marzenie: chce zostać matką. Stara się o adopcję, która w końcu dochodzi do skutku – Ariane adoptuje małe arabskie niemowlę.
Po pewnym czasie ekipa wraca do Hamburga, lecz główny bohater postanawia zostać w Bejrucie. Uznaje, że jego pomoc i troska bardziej przydają się Ariane, która samotnie wychowuje małe dziecko, niż jego żonie Grecie, która go zdradza. Ta decyzja później okazuje się niewłaściwa, ponieważ Ariane zdążyła już znaleźć rozwiązanie na swoją samotność.

## Tło
Volker Schlöndorff mówił o swoim filmie:
Nie chodzi tutaj o wojnę, lecz o mężczyznę, który powinien ją relacjonować. Oczekuje on śmierci i zgrozy, a znajduje życie. Ponieważ rzeczywistość zawsze jest inna, kiedy się jest jej świadkiem, niż kiedy jest się o niej tylko informowanym.

## Krytyka
„Skrytykowany przez media film Schlöndorffa ma swoje wielkie momenty, tkwi jednak w wolnym, protokolarnym realizmie. Jego perfekcyjna rekonstrukcja scen wojennych na oryginalnym miejscu akcji oddziałuje na odbiorcę dziwnie, obojętnie. Znakomita, jak zawsze, praca kamerzysty Luhtera”

## Nagrody
- 1982: nominacja do nagrody Cezara za najlepszy film zagraniczny.
- 1982: Niemiecka Nagroda Filmowa dla najlepszego aktora drugoplanowego (Jerzy Skolimowski)